# Fleet Base East
La Fleet Base East (en français : base navale Est) est une base navale majeure de la Royal Australian Navy (RAN) qui comprend plusieurs établissements et installations navales regroupés autour du port de Sydney, centrés sur le HMAS Kuttabul. La Fleet Base East s’étend au-delà des frontières de Kuttabul et comprend le chantier naval commercial de Garden Island et les installations de quai adjacentes à Woolloomooloo, à l’est du quartier central des affaires de Sydney en Nouvelle-Galles du Sud, en Australie. La Fleet Base East est l’une des deux principales installations de la RAN, l’autre étant la Fleet Base West. Les navires de la base opèrent dans l’océan Pacifique.
Le personnel naval utilise souvent à tort le terme Fleet Base East pour désigner les quais de Garden Island où les navires affectés à la base accostent habituellement, mais la désignation officielle inclut également plusieurs autres bases et installations.

## Histoire
Sydney était considérée comme le centre de l’activité navale en Australie depuis l’arrivée de la première flotte en 1788. Au cours du XIXe siècle, la Royal Navy a développé des installations autour du port de Sydney, notamment à Garden Island. Ces installations passèrent à la nouvelle Royal Australian Navy en 1911 et Sydney devint le port d'attache de la flotte australienne. Pendant la Seconde Guerre mondiale, il y a eu une expansion significative des installations navales autour du port de Sydney, y compris une grande expansion des chantiers navals de Garden Island. Après la Seconde Guerre mondiale, l’Australie a commencé à s’intéresser de plus en plus aux régions de l’océan Indien, à l’ouest de l’Australie et le besoin d’une base majeure sur la côte ouest du continent a été identifié. Cela a abouti à la construction dans les années 1970 du HMAS Stirling, près de Perth (Australie-Occidentale). En 1987, la décision a été prise de scinder définitivement en deux le port d’attache de la flotte australienne. L’ensemble des installations du port de Sydney a été désigné Fleet Base East, tandis que Stirling a été désigné Fleet Base West.
Thales Australia opère aux chantiers navals de Garden Island depuis le début des années 1980 et a signé en 2014 un nouveau contrat de cinq ans avec le ministère de la Défense pour fournir des opérations et des services à quai, ainsi que des services de réparation et d’entretien de navires à Garden Island.
Au cours de la campagne électorale fédérale de 2013, le Premier ministre Kevin Rudd a proposé que, sous un gouvernement travailliste, les installations de la Fleet Base East de Sydney soient déplacées plus au nord, avec le Queensland et le Territoire du Nord suggérés comme options,,,. Cependant, en 2017 et à la suite de la publication du Livre blanc sur la défense de 2016, une modernisation de 213 millions de dollars australiens des chantiers navals de Garden Island a été proposée. Cependant, le livre blanc indique également qu’il faut trouver une solution à long terme aux contraintes d’espace au HMAS Kuttabul.

## Bases constitutives et installations
La Fleet Base East abrite plus de soixante pour cent de la flotte de surface australienne et comprend :
- Le HMAS Kuttabul, l’établissement à terre qui fournit un soutien administratif, logistique, de formation et d’hébergement à la Fleet Base East. Il est situé à Potts Point, juste à côté de Garden Island. Il soutient également le personnel naval affecté à d’autres tâches dans la grande région de Sydney.
- Garden Island, la plus grande zone navale historique du port de Sydney, dont l’utilisation remonte à la fondation de la colonie en 1788. Considérablement agrandi pendant la Seconde Guerre mondiale, il comprend aujourd’hui les principales installations navales gérées par un opérateur civil, les quais utilisés par les principales unités de la flotte de la RAN, diverses installations d’entraînement sous le contrôle du HMAS Kuttabul et un quartier patrimonial, ouvert au public, qui comprend le musée officiel de la Royal Australian Navy.
- Le HMAS Waterhen, une base plus petite sur une autre partie du port de Sydney. Elle abrite le groupe de guerre des mines et de plongeurs démineurs de la RAN et dispose d’installations d’amarrage pour les navires côtiers de chasse aux mines de la RAN et d’autres navires plus petits.

## Anciennes bases constitutives
- Le HMAS Platypus, situé dans la Neutral Bay sur le côté nord du port de Sydney, était à partir de 1967 le port d’attache du Royal Australian Navy Submarine Service et de sa flotte de six sous-marins de classe Oberon. Il a fermé ses portes en 1999 lorsque la flotte de sous-marins a déménagé à la Fleet Base West lors de l’introduction des nouveaux sous-marins de classe Collins.
- Le HMAS Rushcutter était une petite base située dans Rushcutters Bay, sur le côté sud du port de Sydney. Utilisée pour des entraînements et les opérations de petits bateaux, elle a fermé ses portes en 1979.

## Navires stationnés
Les navires suivants sont stationnés à la Fleet base East, :
Landing Helicopter Dock de classe Canberra :
- HMAS Canberra (L02)
- HMAS Adelaide (L01)

Frégates de classe Anzac :
- HMAS Parramatta (FFH 154)
- HMAS Warramunga (FFH 152)
- HMAS Arunta (FFH 151)

Destroyers de classe Hobart
- HMAS Hobart (DDG 39)
- HMAS Brisbane (DDG 41)
- HMAS Sydney (DDG 42)

Chasseurs de mines de classe Huon (à HMAS Waterhen)
- HMAS Huon (M 82) : désarmé le 30 mai 2024, en attente de retrait de l’équipement et d’une éventuelle vente à une marine étrangère
- HMAS Hawkesbury (M 83) (désarmé en 2018)
- HMAS Norman (M 84) (en réserve, désarmé en 2018)
- HMAS Gascoyne (M 85)
- HMAS Diamantina (M 86)
- HMAS Yarra (M 87)

Navire de débarquement de classe Bay
- HMAS Choules (L100)

Pétrolier ravitailleur de classe Supply
- HMAS Supply (A195)
- HMAS Stalwart (A304)

Navire-école d’aéronefs multirôles (à HMAS Waterhen)
- MV Sycamore

Formation à la voile (à Waterhen)
- STS Young Endeavour